# Robert Jervis

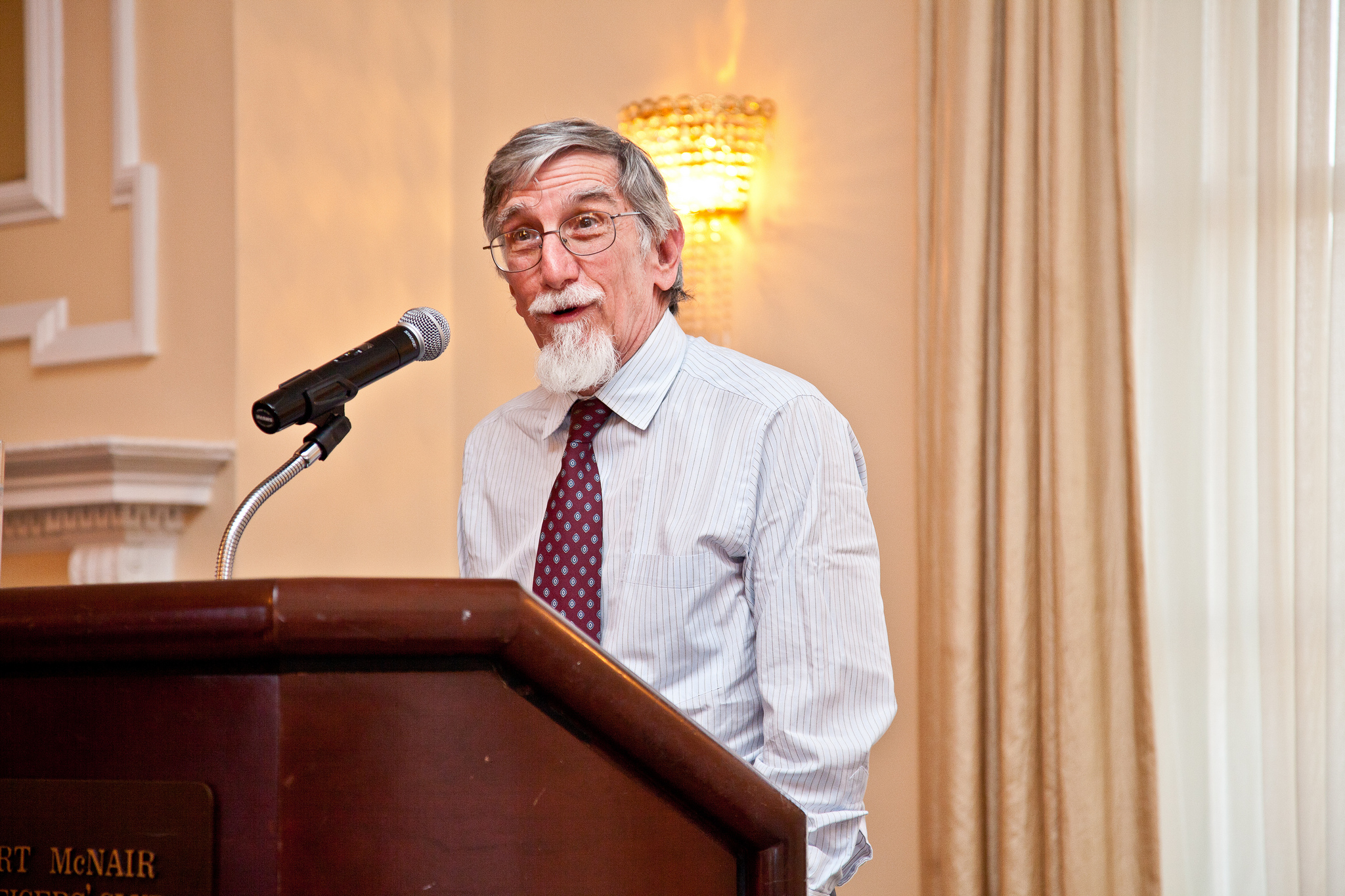
Robert Jervis

Robert Jervis (* 30. April 1940; † 9. Dezember 2021) war ein US-amerikanischer Politikwissenschaftler, der als Professor an der Columbia University lehrte. Sein Fachgebiet waren die Internationalen Beziehungen. 2000/2001 amtierte er als Präsident der American Political Science Association.

## Leben
Nachdem Jervis 1962 den Bachelor-Abschluss am Oberlin College erreicht hatte, wechselte er an die University of California, Berkeley, wo er 1963 das Master-Examen ablegte und 1968 zum Ph.D. promoviert wurde. Danach war er zuerst Assistant Professor und dann von 1972 bis 1974 Associate Professor an der Harvard University. Zugleich war er 1971/72 International Affairs Fellow bei der Denkfabrik Council on Foreign Relations. 1973/74 wirkte er als Visiting Associate Professor an der Yale University, von 1974 bis 1980 war er Professor für Politikwissenschaft an der University of California, Los Angeles. Im Frühjahr 1977 hatte er eine Gastprofessur an der Hebräischen Universität Jerusalem. Ab 1980 war er Adlai E. Stevenson Professor of International Politics an der Columbia University.
Neben der internationalen Politik im Allgemeinen beschäftigte sich Jervis mit Sicherheitspolitik, Entscheidungsfindung sowie Konflikt- und Kooperationstheorien. Dabei bediente er sich psychologischer und spieltheoretischer Modelle.
1986 wurde Jervis in die American Academy of Arts and Sciences gewählt und 1990 mit dem Grawemeyer Award in der Kategorie Die Weltordnung verbessern (ideas improving world order) ausgezeichnet. Ab 2018 war er korrespondierendes Mitglied der British Academy, ab 2021 Mitglied der National Academy of Sciences.

## Schriften (Auswahl)
- The logic of images in international relations. Princeton University Press, Princeton 1970, ISBN 0-691-07532-8
- Perception and misperception in international politics. Princeton University Press, Princeton 1976, ISBN 0-691-05656-0
- Herausgegeben mit Robert J. Art: International politics. Anarchy, force, political economy, and decision making, 2. Aufl. 1985, ISBN 0-316-05239-6; spätere Aufl. u. d. T. International politics. Enduring concepts and contemporary issues, 13. Auflage, Pearson, Boston 2017, ISBN 978-0-13-448201-9
- The meaning of the nuclear revolution. Statecraft and the prospect of Armageddon. Cornell University Press, Ithaca 1989, ISBN 0-8014-2304-X
- System effects. Complexity in political and social life. Princeton University Press, Princeton 1997, ISBN 0-691-02624-6
- American foreign policy in a new era. Routledge, New York 2005, ISBN 0-415-95100-3
- Why intelligence fails. Lessons from the Iranian Revolution and the Iraq War. Cornell University Press, Ithaca 2010, ISBN 978-0-8014-4785-3
- How statesmen think. The psychology of international politics. Princeton University Press, Princeton 2017, ISBN 978-0-691-17505-8
- mit Francis Gavin, Joshua Rovner, Diane N. Labrosse (Hrsg.): Chaos in the Liberal Order: The Trump Presidency and International Politics in the Twenty-First Century. Columbia University Press, New York 2018, ISBN 978-0-231-18834-0.
- mit Diane N. Labrosse, Stacie E. Goddard, Joshua Rovner (Hrsg.): Chaos Reconsidered: The Liberal Order and the Future of International Politics. Columbia University Press, New York 2023, ISBN 978-0-231-20598-6.